# Tanaostigmodes brevisulcus
Tanaostigmodes brevisulcus är en stekelart som beskrevs av Lasalle 1987. Tanaostigmodes brevisulcus ingår i släktet Tanaostigmodes och familjen Tanaostigmatidae. Inga underarter finns listade i Catalogue of Life.